# Helladia pretiosa
Helladia pretiosa är en skalbaggsart som först beskrevs av Franz Faldermann 1837.  Helladia pretiosa ingår i släktet Helladia och familjen långhorningar.
Artens utbredningsområde är Iran. Inga underarter finns listade i Catalogue of Life.